# Віталій Дубенський
Віталій, ігумен Дубенський (XVI століття — близько 1640) — поет, письменник, перекладач, філософ, релігійний діяч XVII століття, монах, ігумен Дубенського монастиря. Один з перших українських поетів епіграмістів, майстер слов'янського афористичного вірша.

## Біографія

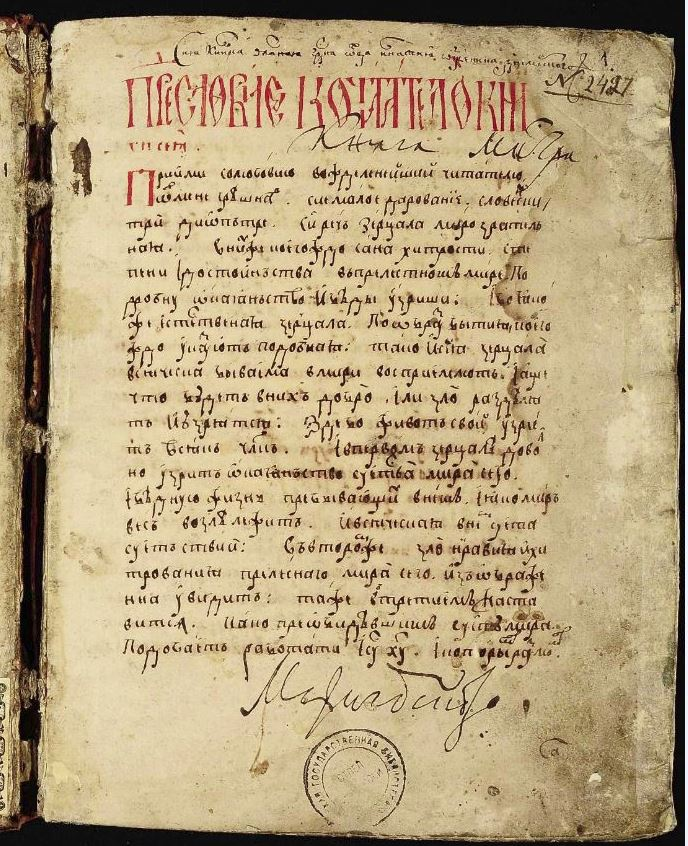
Сторінка книжки «Діоптра, альбо Зерцало и вираженє живота людського на том світі…» (1612)

Поет Віталій народився у другій половині XVI ст. Перші згадки про нього — волинського казнодія (проповідника) — знаходимо в Івана Вишенського у посланії до стариці Домінікії близько 1606 року. За деякими даними, був монахом Унівський монастир, у 1603—1607 — ієромонах.
Був високоосвіченою людиною, знав грецьку та латинську мови. На початку XVII ст. — один з провідних діячів
братства; ієродиякон Святодухівського братського монастиря. Був ігуменом Дубенського монастиря, що на території сучасної Рівненської області. Пожертвував на потреби церкви весь свій статок.
У 1612 році, перебуваючи в сані ігумена Дубенського монастиря на Волині, видав у місті Єв'ї, в друкарні віленського братства, книжку «Діоптра, альбо Зерцало и вираженє живота людського на том світі…» («Діоптра албозерцало і вираженє живота людького на том світі»). Збірник кладався з передмови, загально філософських і морально-етичних висловлювань, власних міркувань і прекладаних на старослов'янську з грецької та латинської мов. У прозовий текст автор вставив і свої віршовані епіграми морально-дидактичного змісту. Твір поширювався в рукописних списках. Книга згодом перевидавалася у Вільні 1642 у і в Кутенському Монастирі в 1651, у 4 частку аркуша, і після неодноразово. Писав давньоукраїнською книжною мовою. Проте у збірці вірші Віталія подаються в сучасному перекладі.
Помер близько 1640 року в Дубенському монастирі.